# Лузан, Людмила Владимировна
Людмила Владимировна Лузан (укр. Людмила Володимирівна Лузан; род. 27 марта 1997, Ивано-Франковск) — украинская гребчиха-каноистка. Двукратный серебряный призёр Олимпийских игр (2020, 2024) и бронзовый призёр Олимпийских игр 2020 года, многократная чемпионка Европы и мира.

## Карьера
В 2019 году участвовала на Европейских играх в Минске, где в паре с Анастасией Четвериковой заняла 5-е место на дистанции 500 метров.
На чемпионате Европы 2021 года в Познани показала лучший на тот момент результат в карьере, завоевав четыре медали. В одиночных соревнованиях она победила на дистанции 500 метров, а также стала второй на дистанции 200 метров. В паре с Анастасией Четвериковой стала чемпионкой на дистанции 500 метров, а также бронзовым призёром на дистанции 200 метров.

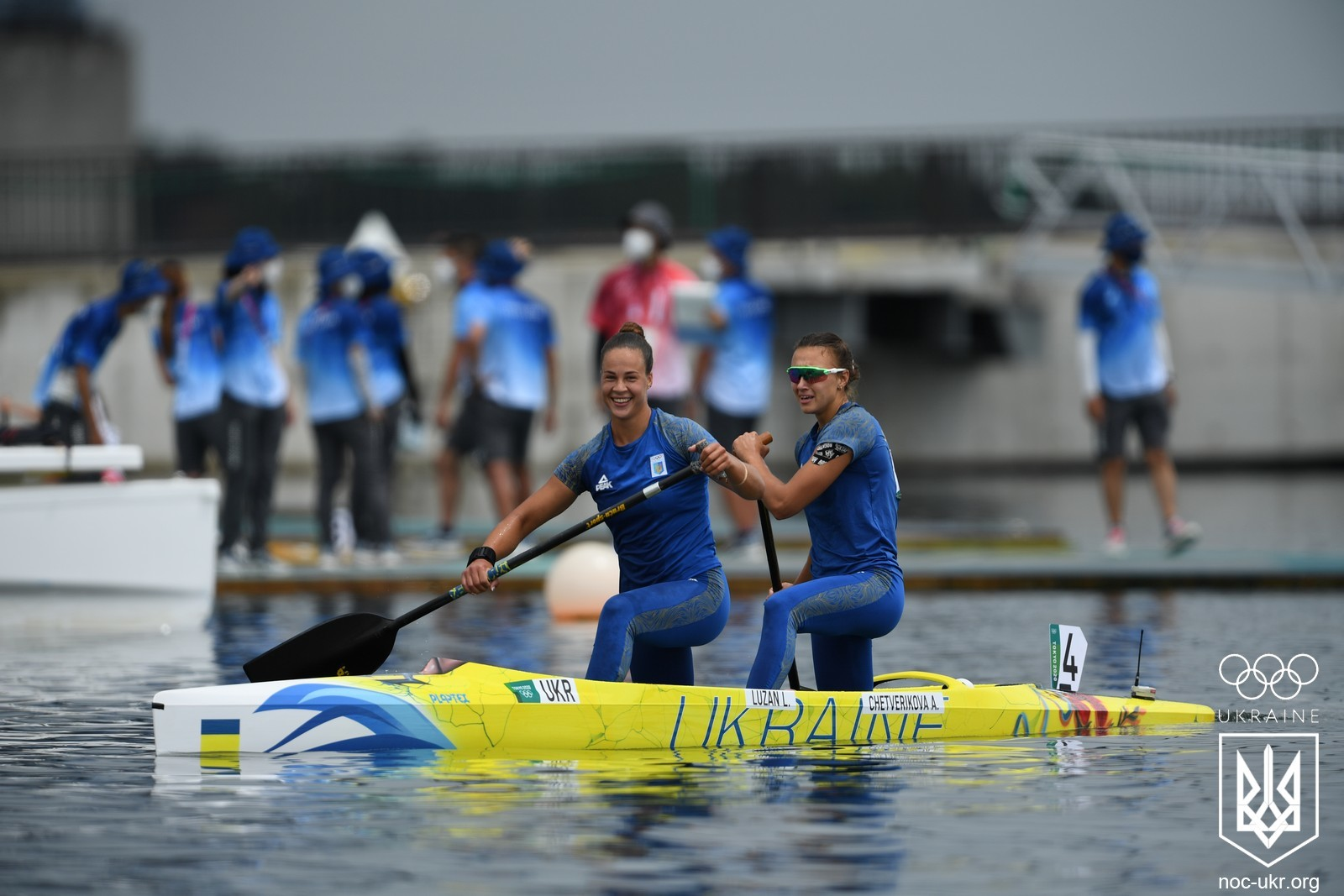
Людмила Лузан и Анастасия Четверикова на Олимпийских играх 2020

В 2021 году вошла в рейтинг «30 самых перспективных украинцев до 30 лет» по версии Forbes (в категории «Спорт»).
5 августа 2021 на летних Олимпийских играх 2020 года в Токио завоевала бронзу в каноэ-одиночке на дистанции 200 метров. Лузан с первого места вышла в финал, где лишь на последних метрах вырвала награду для Украины.
7 августа 2021 на летних Олимпийских играх 2020 году в Токио в паре с Анастасией Четвериковой стала серебряным призёром на дистанции 500 метров.
9 августа 2024 года на летних Олимпийских играх 2024 года в Париже в паре с Анастасией Рыбачок (Четвериковой) снова стала серебряным призёром на дистанции 500 метров.

## Награды
- Орден княгини Ольги I степени (23 августа 2024 года) — за достижение высоких спортивных результатов на ХХХІІІ летних Олимпийских играх в городе Париже (Французская Республика), проявленные самоотверженность и волю к победе, утверждение международного авторитета Украины[8].
- Орден княгини Ольги II степени (7 сентября 2023 года) — за достижение высоких спортивных результатов на III Европейских играх в Кракове (Республика Польша), выявленную самоотверженность и волю к победе, подъём международного авторитета Украины[9].
- Орден княгини Ольги III степени (16 августа 2021 года) — за достижение высоких спортивных результатов на ХХХІІ летних Олимпийских играх в городе Токио (Япония), проявленные самоотверженность и волю к победе[10].